# سرو لا کامپانا
سرو لا کامپانا (به اسپانیایی: Cerro La Campana) یک کوه در شیلی است که در منطقه والپارایزو واقع شده‌است. سرو لا کامپانا ۱٬۸۸۰ متر بالاتر از سطح دریا واقع شده‌است.